# Saint-Nic
 Saint-Nic  (en bretón Sant-Vig) es una población y comuna francesa, situada en la región de Bretaña, departamento de Finisterre, en el distrito de Châteaulin y cantón de Châteaulin.

## Demografía
| 957 | 898 | 806 | 728 | 709 | 705 |
| Para los censos de 1962 a 1999 la población legal corresponde a la población sin duplicidades (Fuente: INSEE [Consultar]) |     |     |     |     |     |